# 欧州連合の経済

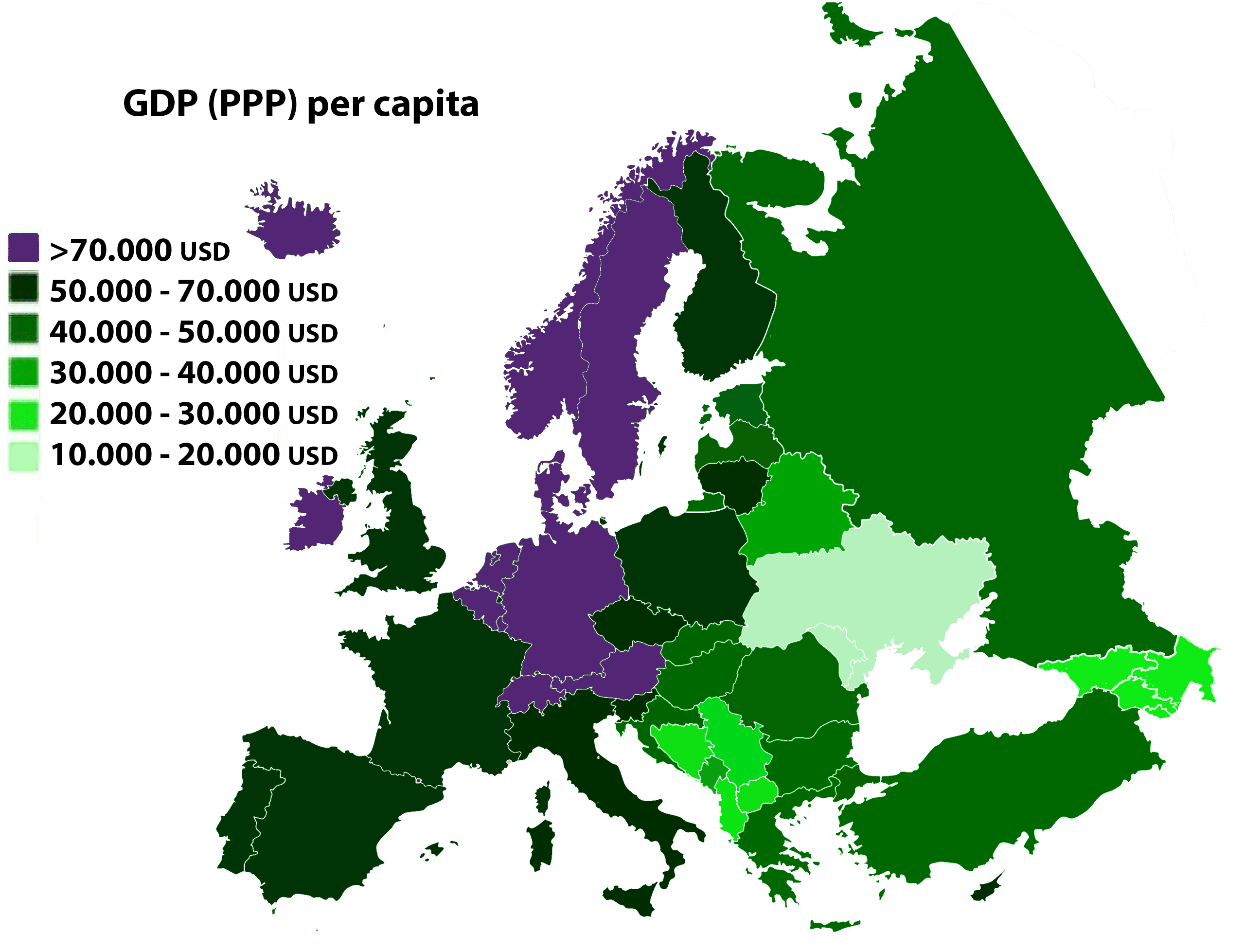
人口当たりGDP（PPP換算）,2019年

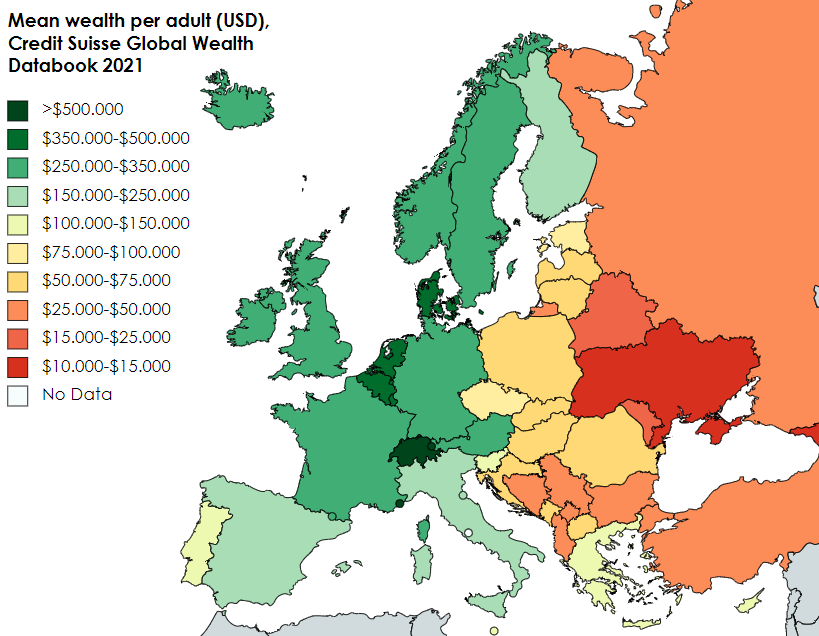
平均資産（Credit Suisseによる）

ジニ指数（Credit Suisseによる）

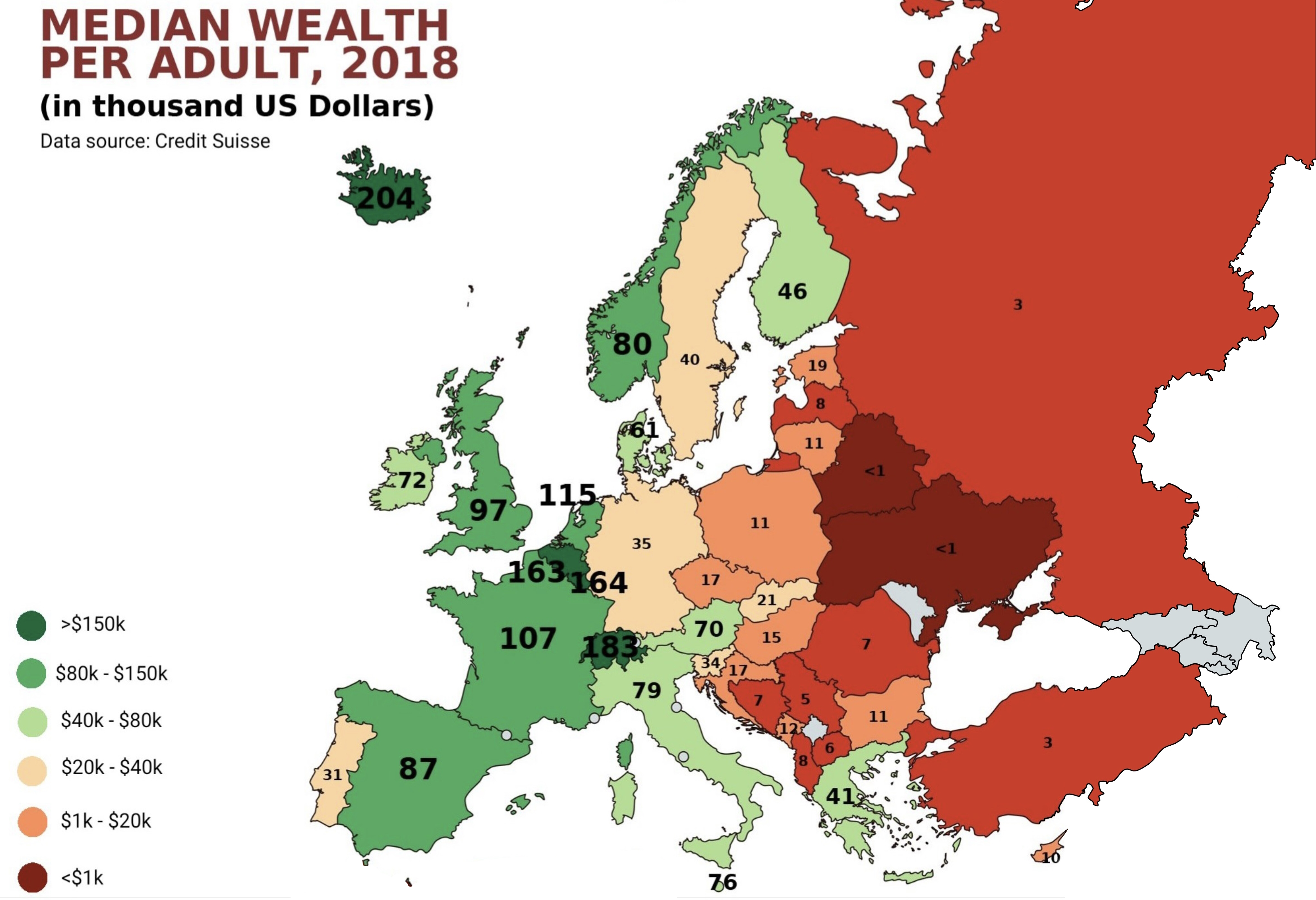
成人一人当たり資産中央値,2018年

欧州連合の経済（おうしゅうれんごうのけいざい）は、名目では米国に次いで世界第2位、購買力平価（PPP）では中国・米国に次いで世界第3位である。欧州連合のGDPは、2020年では約17兆1千億ドル（名目値）と推定され、世界経済の約1/6を占めている。

## 通貨
欧州連合の公式の通貨はユーロであり、欧州連合におけるすべての文書および政策で用いられている。安定・成長協定では安定性と経済的収斂性について財政面における基準を定めている。ユーロはまた欧州連合域内において最も広範に使用されており、ユーロ圏とされる欧州連合加盟17か国で使われている。免除規定が適用されるデンマークを除くこのほかの加盟国では、導入に必要な条件を満たせばユーロへの通貨切替を実施しなければならない。ただしスウェーデンは例外が認められており、ユーロ導入の準備として適用される欧州為替相場メカニズム (ERM-II) に参加する時期や参加の是非そのものを選択することができる。ほかの諸国は欧州連合加盟条約においてユーロ導入が義務付けられている。

## 経済的多様性
以下の表では欧州連合および加盟27か国の GDP (PPP) と人口1人あたりの GDP (PPP) を、後者の多い順に示している。この表から加盟国間での相対的な生活水準がおおよそ理解することができ、ルクセンブルクとアイルランドの水準が高く、ルーマニアとブルガリアは低いことが見て取れる。ルクセンブルク市にあるユーロスタットは統計を担当する欧州委員会の部局であり、欧州連合全体のほか各加盟国の GDP を毎年発表することで富の指標を示し、欧州連合の財政・経済政策の立案・実施に寄与している。以下の表はユーロスタットによる2007年4月21日時点での統計で、金額の単位はユーロ、2007年の数値は見通しである。
| 加盟国                                          | 2006年                    | 2006年                             | 2006年                                 | 2007年                    | 2007年                             | 2007年                                 |
| 加盟国                                          | GDP (PPP) （100万ユーロ） | 人口1人あたり GDP (PPP) （ユーロ） | 対EU27か国 人口1人あたり 平均GDP (PPP) | GDP (PPP) （100万ユーロ） | 人口1人あたり GDP (PPP) （ユーロ） | 対EU27か国 人口1人あたり 平均GDP (PPP) |
| ----------------------------------------------- | ------------------------- | ---------------------------------- | -------------------------------------- | ------------------------- | ---------------------------------- | -------------------------------------- |
| 欧州連合                                        | 11,557,853                | 23,500                             | 100%                                   | 12,172,536                | 24,600                             | 100%                                   |
| ルクセンブルク                                  | 30,183                    | 65,300                             | 278%                                   | 31,376                    | 69,900                             | 284%                                   |
| アイルランド                                    | 143,475                   | 33,700                             | 143%                                   | 157,070                   | 35,700                             | 147%                                   |
| オランダ                                        | 500,762                   | 31,000                             | 132%                                   | 530,564                   | 32,800                             | 133%                                   |
| オーストリア                                    | 250,247                   | 30,200                             | 129%                                   | 264,472                   | 31,900                             | 130%                                   |
| デンマーク                                      | 161,613                   | 29,700                             | 126%                                   | 171,298                   | 31,200                             | 127%                                   |
| ベルギー                                        | 302,570                   | 28,700                             | 122%                                   | 319,867                   | 30,200                             | 123%                                   |
| スウェーデン                                    | 256,327                   | 28,200                             | 120%                                   | 274,499                   | 30,000                             | 122%                                   |
| イギリス                                        | 1,688,660                 | 27,900                             | 119%                                   | 1,847,105                 | 29,400                             | 120%                                   |
| フィンランド                                    | 143,818                   | 27,300                             | 116%                                   | 153,595                   | 28,900                             | 117%                                   |
| ドイツ                                          | 2,184,612                 | 26,700                             | 114%                                   | 2,340,372                 | 28,200                             | 115%                                   |
| フランス                                        | 1,673,128                 | 26,500                             | 113%                                   | 1,744,444                 | 27,800                             | 113%                                   |
| イタリア                                        | 1,432,261                 | 24,300                             | 103%                                   | 1,500,475                 | 25,500                             | 104%                                   |
| スペイン                                        | 1,053,600                 | 24,000                             | 102%                                   | 1,121,961                 | 25,400                             | 103%                                   |
| キプロス                                        | 16,849                    | 21,900                             | 93%                                    | 17,773                    | 22,900                             | 93%                                    |
| ギリシャ                                        | 230,659                   | 20,800                             | 89%                                    | 246,671                   | 22,100                             | 90%                                    |
| スロベニア                                      | 40,867                    | 20,400                             | 87%                                    | 44,040                    | 21,800                             | 89%                                    |
| チェコ                                          | 191,080                   | 18,600                             | 79%                                    | 207,174                   | 20,100                             | 82%                                    |
| マルタ                                          | 7,289                     | 17,700                             | 75%                                    | 7,824                     | 18,600                             | 76%                                    |
| ポルトガル                                      | 185,083                   | 17,500                             | 74%                                    | 190,882                   | 18,200                             | 74%                                    |
| エストニア                                      | 21,170                    | 15,900                             | 68%                                    | 23,919                    | 17,900                             | 73%                                    |
| ハンガリー                                      | 154,358                   | 15,300                             | 65%                                    | 166,031                   | 16,200                             | 66%                                    |
| スロバキア                                      | 79,339                    | 14,700                             | 63%                                    | 88,602                    | 16,400                             | 67%                                    |
| リトアニア                                      | 46,015                    | 13,600                             | 58%                                    | 50,241                    | 15,000                             | 61%                                    |
| ラトビア                                        | 29,971                    | 13,100                             | 56%                                    | 33,630                    | 14,900                             | 61%                                    |
| ポーランド                                      | 473,774                   | 12,400                             | 53%                                    | 525,277                   | 13,600                             | 55%                                    |
| ルーマニア                                      | 190,657                   | 8,800                              | 37%                                    | 208,220                   | 9,700                              | 39%                                    |
| ブルガリア                                      | 66,799                    | 8,700                              | 37%                                    | 71,714                    | 9,500                              | 39%                                    |
| 加盟候補国 （上記 EU の合計には含まれていない） |                           |                                    |                                        |                           |                                    |                                        |
| クロアチア                                      | 52,082                    | 11,700                             | 50%                                    | 57,948                    | 12,600                             | 51%                                    |
| トルコ                                          | 503,856                   | 6,900                              | 29%                                    | 541,418                   | 7,300                              | 30%                                    |
| 北マケドニア                                    | 13,080                    | 6,400                              | 27%                                    | 13,897                    | 6,900                              | 28%                                    |

## 加盟国別の経済
経済動向は国ごとに異なっており、安定・成長協定は欧州連合の財政政策を司る内容となっている。同協定はすべての加盟国に対して適用され、とくにユーロ圏諸国に対しては、財政赤字を GDP の3%以下に抑制すること、公債発行残高が GDP の60%以下であることといった義務が課されている。しかしながら比較的規模の大きい国の多くが対 GDP で3%超の赤字を出して続けており、ユーロ圏全体としても公債発行残高が対 GDP で60%を超えている。
ギリシャとポルトガルを除くと、人口1人あたりの国民総所得の平均を下回っているのは2004年に加盟した諸国であり、逆に平均を上回っているのはいずれも2004年以前に加盟した国である。
以下の表では加盟国ごとの数値を経済規模の大きい順に並べたものである。背景色は欧州連合全体の平均値を上回っている（緑）か、下回っている（赤）かを示すものである。また太字はそれぞれの最小値と最大値を示している。なおこの表は2007年4月に国際通貨基金が算定した数値を用いている。
| 加盟国 （GDP 順） | GDP （10億USドル） (2007) | GDP 比率 （対EU全体 %） (2007) | 年間 GDP 増減率 (%) | 人口1人あたり GDP (PPP) （USドル） (2007) | 対 GDP 公債発行残高 (%) (2006) | 対 GDP 年間赤字額 (%) (2006) | 年間 インフレ率 (%) (2007) | 失業率 (%) (2006) |
| ----------------- | ------------------------- | ------------------------------ | ------------------- | ----------------------------------------- | ------------------------------ | ---------------------------- | -------------------------- | ----------------- |
| 欧州連合          | 15,183.4                  | 100.0%                         | 2.8                 | 29,342                                    | 63.8                           | -2.6                         | 2.2                        | 7.5               |
| ドイツ            | 3,080.6                   | 19.4%                          | 1.8                 | 32,179                                    | 66.0                           | -3.7                         | 2.0                        | 7.8               |
| イギリス          | 2,660.7                   | 16.8%                          | 2.9                 | 36,568                                    | 41.6                           | -3.2                         | 2.3                        | 5.3               |
| フランス          | 2,401.4                   | 15.2%                          | 2.0                 | 31,873                                    | 65.6                           | -3.7                         | 1.7                        | 8.3               |
| イタリア          | 1,993.7                   | 12.6%                          | 1.8                 | 31,694                                    | 105.8                          | -3.0                         | 2.1                        | 6.8               |
| スペイン          | 1,359.1                   | 8.6%                           | 3.8                 | 28,445                                    | 48.9                           | -0.3                         | 2.6                        | 7.8               |
| オランダ          | 720.9                     | 4.5%                           | 2.9                 | 36,240                                    | 55.7                           | -2.5                         | 1.8                        | 3.2               |
| スウェーデン      | 423.6                     | 2.7%                           | 3.3                 | 35,729                                    | 51.2                           | -1.4                         | 1.8                        | 5.5               |
| ベルギー          | 423.5                     | 2.7%                           | 2.2                 | 35,693                                    | 95.6                           | -0.1                         | 1.9                        | 7.8               |
| ポーランド        | 364.8                     | 2.3%                           | 5.8                 | 15,894                                    | 43.6                           | -3.7                         | 2.2                        | 10.5              |
| オーストリア      | 348.7                     | 2.2%                           | 2.8                 | 37,536                                    | 65.2                           | -1.3                         | 1.6                        | 4.5               |
| ギリシャ          | 341.8                     | 2.2%                           | 3.8                 | 27,360                                    | 106.5                          | -2.8                         | 3.2                        | 8.3               |
| デンマーク        | 302.6                     | 1.9%                           | 2.5                 | 38,072                                    | 42.7                           | -2.8                         | 2.0                        | 4.7               |
| アイルランド      | 250.2                     | 1.6%                           | 5.0                 | 46,786                                    | 29.9                           | -1.3                         | 2.4                        | 4.5               |
| フィンランド      | 225.4                     | 1.4%                           | 3.1                 | 36,324                                    | 43.6                           | -2.1                         | 1.5                        | 7.5               |
| ポルトガル        | 211.7                     | 1.3%                           | 1.8                 | 23,464                                    | 61.9                           | -2.9                         | 2.5                        | 7.4               |
| チェコ            | 160.4                     | 1.0%                           | 4.8                 | 24,679                                    | 37.4                           | -3.0                         | 2.9                        | 6.6               |
| ルーマニア        | 157.6                     | 1.0%                           | 6.5                 | 10,661                                    | 21.2                           | -4.0                         | 4.5                        | 4.5               |
| ハンガリー        | 125.0                     | 1.0%                           | 2.8                 | 20,700                                    | 57.6                           | -4.5                         | 6.4                        | 7.9               |
| スロバキア        | 69.3                      | 0.8%                           | 8.2                 | 19,172                                    | 36.9                           | -2.9                         | 2.4                        | 10.8              |
| ルクセンブルク    | 45.8                      | 0.3%                           | 4.6                 | 84,507                                    | 7.5                            | -1.1                         | 2.1                        | 4.6               |
| スロベニア        | 41.1                      | 0.3%                           | 4.5                 | 25,266                                    | 29.4                           | -1.9                         | 2.7                        | 6.4               |
| ブルガリア        | 35.8                      | 0.2%                           | 6.0                 | 10,677                                    | 24.8                           | -4.0                         | 5.3                        | 7.8               |
| リトアニア        | 35.4                      | 0.2%                           | 7.0                 | 16,863                                    | 19.7                           | -2.5                         | 3.5                        | 6.1               |
| ラトビア          | 24.1                      | 0.2%                           | 10.5                | 17,364                                    | 14.4                           | -0.8                         | 7.3                        | 6.3               |
| キプロス          | 19.9                      | 0.1%                           | 3.9                 | 31,053                                    | 62.3                           | -3.5                         | 2.1                        | 4.8               |
| エストニア        | 19.6                      | 0.2%                           | 9.9                 | 20,114                                    | 4.9                            | -1.8                         | 4.8                        | 4.2               |
| マルタ            | 6.2                       | 0.1%                           | 2.3                 | 21,061                                    | 75.0                           | -5.2                         | 2.4                        | 6.8               |

## 経済成長

### リーマンショック以前
欧州連合の世界総生産額 (GWP) に占める割合は5分の1で安定している。比較的新しい加盟国では力強い経済成長を示しているが、欧州連合全体では緩やかなものとなっており、フランスやとくにドイツ、イタリア、ポルトガルでは成長が鈍っている。またベルギーやオランダも比較的低い成長率を示している。バルトの虎とも言われるエストニアやラトビアでは欧州連合や世界でも高い GDP 成長率を示している。
| 加盟国         | GDP成長率 (%) | GDP成長率 (%) | GDP成長率 (%) | GDP成長率 (%) |
| 加盟国         | 2004          | 2005          | 2006          | 2007          |
| -------------- | ------------- | ------------- | ------------- | ------------- |
| オーストリア   | 2.4           | 2.0           | 2.8           | 2.9           |
| ベルギー       | 2.4           | 1.5           | 2.7           | 2.3           |
| デンマーク     | 1.9           | 3.2           | 2.7           | 2.3           |
| フィンランド   | 3.5           | 2.9           | 3.5           | 3.1           |
| フランス       | 2.0           | 1.2           | 2.4           | 2.4           |
| ドイツ         | 1.2           | 0.9           | 2.0           | 2.5           |
| ギリシャ       | 4.7           | 3.7           | 3.7           | 3.7           |
| アイルランド   | 4.3           | 5.5           | 5.8           | 5.0           |
| イタリア       | 1.1           | 0.0           | 1.5           | 1.9           |
| ルクセンブルク | 4.2           | 4.0           | 4.0           | 5.0           |
| オランダ       | 2.0           | 1.5           | 2.9           | 2.8           |
| ポルトガル     | 1.2           | 0.4           | 1.2           | 1.8           |
| スペイン       | 3.1           | 3.4           | 3.4           | 3.7           |
| スウェーデン   | 3.7           | 2.7           | 4.0           | 3.8           |
| イギリス       | 3.3           | 1.9           | 2.7           | 2.8           |

| 加盟国     | GDP成長率 (%) | GDP成長率 (%) | GDP成長率 (%) | GDP成長率 (%) |
| 加盟国     | 2004          | 2005          | 2006          | 2007          |
| ---------- | ------------- | ------------- | ------------- | ------------- |
| ブルガリア | 5.7           | 5.5           | 5.6           | 6.1           |
| キプロス   | 3.9           | 3.7           | 3.5           | 3.8           |
| チェコ     | 4.2           | 6.1           | 6.0           | 4.9           |
| エストニア | 7.8           | 9.8           | 9.5           | 8.7           |
| ハンガリー | 5.2           | 4.1           | 4.5           | 2.4           |
| ラトビア   | 8.6           | 10.2          | 11.0          | 9.6           |
| リトアニア | 7.0           | 7.5           | 6.8           | 7.3           |
| マルタ     | -1.5          | 2.5           | 1.6           | 3.0           |
| ポーランド | 5.3           | 3.4           | 6.1           | 6.5           |
| ルーマニア | 4.1           | 8.5           | 7.7           | 6.7           |
| スロバキア | 5.4           | 6.1           | 6.5           | 8.5           |
| スロベニア | 4.2           | 4.0           | 5.2           | 4.3           |
|            |               |               |               |               |
| 欧州連合   | 2.4           | 1.8           | 2.8           | 2.4           |
| ユーロ圏   | 2.1           | 1.3           | 2.4           | 2.0           |

加盟国と加盟候補国の人口と人口1人あたりの GDP の分布

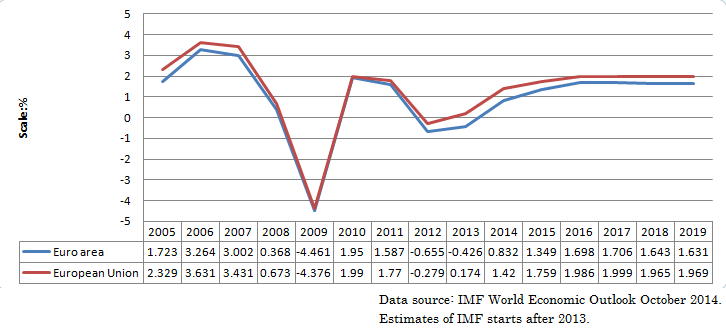
欧州連合(European Union)およびユーロ圏(Euro area)における経済成長率（実質経済成長率）。2013年以降はIMFの予想値。

東ヨーロッパの10か国および北ヨーロッパは西ヨーロッパとは対照的に高い経済成長率を誇っている。特にバルト三国の成長率は目を見張るものがあり、ラトビアは11%の伸びを示しており、過去25年間での平均成長率が9%で世界の経済成長を牽引している中国に劣らない数値となっている。この急成長の背景には政府による安定的な通貨政策や輸出指向の通商政策、低いフラット税率や相対的に安い労働力といったものが挙げられる。
欧州連合の成長を示す現在の地図には大きな地域格差があり、大国は低成長に悩み、新しい加盟国は持続的でしっかりとした経済成長を示している。
欧州連合27か国の GDP は増加傾向にあるが、 GWP に占める割合は減少傾向であり、これは中国やインド、ブラジルといった国の台頭が原因にある。中長期的には、欧州連合の GDP 成長はヨーロッパ経済の中心であるフランスやドイツ、イタリア次第であり、また東ヨーロッパの新しい加盟国においても好景気が継続し安定して成長することが期待されている。

### リーマンショック以後
2008年のリーマン・ショック以降、欧州各国はマイナス成長に陥った。その落ち込みからの回復の速度は
国ごとに異なる。アイスランド、ノルウェー、スイスはEUには加盟していないが、それらの国の実質経済成長は概してEUの経済成長よりも
力強いものとなっている。実際にはアイスランドは2008年に債務不履行となりマイナス成長となった。だが自国通貨アイスランド・クローナが暴落し、それが輸出産業への恩恵となり順調に経済が成長している

。欧州連合は2007年から2014年にかけてゼロ成長となっている。米国の成長率はEUよりも高いが、スイスはそれを上回る成長をみせている。
各国の実質GDP
（2007年時を100とした場合）

## エネルギー資源
欧州連合には莫大な石炭、原油、天然ガス資源がある。欧州連合域内には6つの産油地帯があり、とくに北海油田は特筆される。イギリスの産油量は群を抜いており、このほかにもデンマーク、ドイツ、イタリア、オランダも原油を産出している。原油市場では一般的な考え方ではないが、仮に欧州連合を単一の産油国とすると、世界第7位の原油産出国となり、1日に342万4000バレル]（2001年）を産出している。しかし、同時に欧州連合は世界第2位の原油消費国でもあり、産出量を上回る1日あたり1459万バレル（2001年）を消費している。
欧州連合のすべての加盟国は京都議定書を締結しており、欧州連合は同議定書を強く推し進めた当事者の1つでもある。欧州委員会は2007年1月10日、包括的なエネルギー政策を初めて明らかにしている。

## 貿易
欧州連合は世界最大の輸出「国」であり、また世界第2位の輸入「国」である。域内における加盟国間の通商は、関税や出入国審査といった障壁が除去されていることが推し進める要因となっている。ユーロ圏内では通貨の違いがないことが通商の助けとなっている。欧州連合による連合協定では、より広範な国との通商について、域内での通商と似たような扱いを受けることができ、一部では穏やかなアプローチ（ムチのない飴）といわれ、対象国の政治に影響を与える。
欧州連合では欧州共同体が加盟国を代表して世界貿易機関に参加し、一加盟国として議論に加わっている。

## 労働市場
EUにおける15-74歳人口の
労働市場（2020年）

### 失業率
欧州連合の2007年6月の失業率の季節調整値は6.9%であり、2006年6月の数値（当時の25加盟国にブルガリアとルーマニアを加えている）は7.9%であった。ただし失業率は加盟国によって幅がある。比較対象としてユーロスタットによると、アメリカ合衆国は4.5%、日本は3.8%であった。
以下の表は2007年6月と前年同期の各国の失業率を示している。
| 加盟国         | 失業率 (%) | 失業率 (%) |
| 加盟国         | 2006年6月  | 2007年6月  |
| -------------- | ---------- | ---------- |
| オーストリア   | 4.8        | 4.3        |
| ベルギー       | 8.4        | 7.2        |
| デンマーク     | 4.2        | 3.5        |
| フィンランド   | 7.8        | 6.7        |
| フランス       | 9.5        | 8.6        |
| ドイツ         | 8.3        | 6.4        |
| ギリシャ       | 9.0        | 8.6        |
| アイルランド   | 4.5        | 4.0        |
| イタリア       | 6.8        | 6.1        |
| ルクセンブルク | 4.6        | 4.9        |
| オランダ       | 3.9        | 3.3        |
| ポーランド     | 7.6        | 7.9        |
| スペイン       | 8.5        | 8.0        |
| スウェーデン   | 7.2        | 5.3        |
| イギリス       | 5.4        | 5.4        |

| 加盟国     | 失業率 (%) | 失業率 (%) |
| 加盟国     | 2006年6月  | 2007年6月  |
| ---------- | ---------- | ---------- |
| ブルガリア | 9.0        | 7.0        |
| キプロス   | 4.8        | 3.9        |
| チェコ     | 7.1        | 5.7        |
| エストニア | 5.7        | 5.1        |
| ハンガリー | 7.3        | 7.7        |
| ラトビア   | 7.0        | 5.7        |
| リトアニア | 5.6        | 4.7        |
| マルタ     | 7.4        | 6.4        |
| ポーランド | 13.9       | 10.2       |
| ルーマニア | 7.3        | 7.3        |
| スロバキア | 13.4       | 10.7       |
| スロベニア | 6.1        | 5.1        |
|            |            |            |
| 欧州連合   | 7.9        | 6.9        |

### 若年失業率
EU加盟国の若年失業率は総じて高く、多くの加盟国で2桁の数字となっている。ギリシャやスペインでは若年者の4割以上が失業している。
EU全体では約450万人の若年者が失業しており、そのうちの300万人はユーロ加盟国の国民である。
EU加盟国の若年失業率(%)

## 産業
欧州連合においてサービス部門は重要な位置にあり、GDP の69.4%を占めている。一方で製造業は28.4%であり、農業は2.3%にとどまっている。

### 農業
農業部門は共通農業政策という形態で欧州連合から助成を受けているが、この助成額は欧州連合の歳出の40-50%を占めており、これによって欧州連合における農家は最低収入が保証されている。この政策は保護主義的で、貿易を阻害し、途上国に損害を与えているとして批判を受けている。域内第2の経済大国であるイギリスはこれに強く反発する国の1つであり、共通農業政策の大幅な転換がなければ、毎年の欧州連合への拠出金払い戻し制度の変更案を拒否し続けている。なおフランスは共通農業政策最大の受益者であり、また域内第3の経済大国であるが、同政策最大の賛成者である。

### 観光
欧州連合は巨大な観光地帯であり、域外の観光客が訪れ、欧州連合の市民も域内を旅行する。域内観光はシェンゲン協定やユーロにより一部の加盟国の市民にとっては便利なものになっており、欧州連合のすべての市民は査証なしで域内を移動する資格がある。国別に見ても、フランスは国外からの観光客の目的地としては世界一であり、続いてスペインが第2位、イタリアが第5位、イギリスが第6位となっている。欧州連合を単一の国として考えると、域外からの観光客は少なくなり、これは 加盟国への観光客のほとんどが別の加盟国から旅行しているためである。

## 企業
欧州連合加盟国からは世界有数とされる多国籍企業の多くが生まれ、世界規模での本社もおかれている。そのような企業には分野別で世界最大の規模を持つものもある。例えばアリアンツは金融業の売上高では世界最大であり、エアバス社は世界のジェット機のほぼ半分を製造している。エールフランス‐KLMは運行本数で世界最大の航空会社、アモリムは世界最大のコルク加工・製造会社、アルセロール・ミッタルは世界最大の鉄鋼会社、ダノン・グループは乳製品市場の世界最大手、アンハイザー・ブッシュ・インベブは世界最大のビール会社、ロレアル・グループは世界最大の化粧品会社、LVMHは世界最大の高級嗜好品コングロマリット、BASFは世界最大の化学メーカーである。欧州連合にはこのほかにも売上高、営業利益、市場占有率、従業員数などの指標で世界最大規模の企業が存在する。欧州連合に本拠を置く企業の多くがそれぞれの部門で世界上位10位以内に入っている。

## 地方の多様性
欧州連合の富裕地域を比較することは困難であるといえる。なぜなら NUTS-1 と NUTS-2 は均質ではなく、例えば NUTS-1 におけるヘッセン州（21,100平方キロメートル）やイル＝ド＝フランス地域圏（12,011平方キロメートル）のように広い地域もあれば、その一方で NUTS-1 におけるハンブルク（755平方キロメートル）やグレーター・ロンドン（1,580平方キロメートル）のような狭い地域もある。
このデータを扱うにあたっては、グレーター・ロンドンのような一部の地域には多くの通勤者の流入が問題となり、このため数値が名目的になってしまうのである。このため GDP が押し上げられるものの、その地域の居住人口は変わらず、結果人口1人あたりの GDP が上昇することになる。
このデータは欧州地域開発基金のような財政支援プログラムによって支援される地域を定義するさいに使われている。
NUTS の地域分類はほとんどが任意なもので、方針や基準のようなものはなく、またヨーロッパ全体として分けられている。

### NUTS-1、NUTS-2における経済圏上位10地域
NUTS-1 および NUTS-2 の分類において人口1人あたりの GDP 上位10地域はいずれも2004年以前の加盟国内にあり、2004年5月および2007年1月に加盟した国からは1つも入っていない。NUTS 規則では、NUTS-1 の地域の人口規模について最小で300万人、最大で700万人としている一方で、NUTS-2 の地域においては最小80万人、最大300万人としている。しかしこの定義はユーロスタットではあまり尊重されておらず、例えば NUTS-2 におけるイル＝ド＝フランス地域圏の居住人口は1130万人とされ、一方で NUTS-1 におけるブレーメン州の居住人口は66万2000人とされている。
| 順 位 | NUTS-1 地域                   | 人口1人あたり GDP (PPP) （ユーロ、2004年） |
| ----- | ----------------------------- | ------------------------------------------ |
| 1     | ルクセンブルク                | 53,978                                     |
| 2     | ベルギー ブリュッセル首都圏   | 53,381                                     |
| 3     | ドイツ ハンブルク             | 41,972                                     |
| 4     | イギリス グレーター・ロンドン | 40,542                                     |
| 5     | フランス イル＝ド＝フランス   | 37,526                                     |
| 6     | ドイツ ブレーメン             | 33,508                                     |
| 7     | フィンランド オーランド       | 31,909                                     |
| 8     | オランダ ランドスタット       | 30,762                                     |
| 9     | アイルランド                  | 30,414                                     |
| 10    | ドイツ バイエルン             | 29,646                                     |

| 順 位 | NUTS-2 地域                                                        | 人口1人あたり GDP (PPP) （ユーロ、2004年） |
| ----- | ------------------------------------------------------------------ | ------------------------------------------ |
| 1     | イギリス インナー・ロンドン                                        | 65,138                                     |
| 2     | ルクセンブルク                                                     | 53,978                                     |
| 3     | ベルギー ブリュッセル首都圏                                        | 53,381                                     |
| 4     | ドイツ ハンブルク                                                  | 41,972                                     |
| 5     | オーストリア ウィーン                                              | 38,632                                     |
| 6     | フランス イル＝ド＝フランス                                        | 37,526                                     |
| 7     | イギリス バークシャー・バッキンガムシャー・ オックスフォードシャー | 37,379                                     |
| 8     | ドイツ オーバーバイエルン                                          | 36,408                                     |
| 9     | スウェーデン ストックホルム                                        | 35,621                                     |
| 10    | オランダ ユトレヒト                                                | 33,905                                     |

### NUTS-2における経済圏下位地域
2004年における経済圏下位15地域はすべてブルガリア、ポーランド、ルーマニアから入り、最下位のルーマニア北東部 (Nort-est) の欧州連合の平均 GDP に比べて24%にとどまっている。その後ブルガリアの Severozapaden, Yuzhen tsentralen, Severen tsentralen がそれぞれ欧州連合の平均 GDP に比べて26%となっている。欧州連合の平均 GDP に比べて75%以下となっている地域は、ポーランドが15、ギリシャとルーマニアがそれぞれ8、チェコが7、ブルガリアとハンガリーがそれぞれ6、フランス（海外領土を含む）とイタリア、ポルトガルがそれぞれ4、スロバキアが3、スペイン、エストニア、ラトビア、リトアニア、マルタがそれぞれ1となっている。
| 順位 | NUTS-2 地域                   | 人口1人あたり GDP (PPP) （ユーロ、2004年） | 対 EU 27か国 平均 GDP 比 （%、2004年） |
| ---- | ----------------------------- | ------------------------------------------ | -------------------------------------- |
| 1    | ルーマニア 北東部             | 5,070                                      | 24                                     |
| 2    | ブルガリア Severozapaden      | 5,502                                      | 26                                     |
| 3    | ブルガリア Yuzhen tsentralen  | 5,509                                      | 26                                     |
| 4    | ブルガリア Severen tsentralen | 5,681                                      | 26                                     |
| 5    | ルーマニア 南部               | 6,111                                      | 28                                     |
| 6    | ルーマニア 南西部             | 6,183                                      | 29                                     |
| 7    | ブルガリア Severoiztochen     | 6,299                                      | 29                                     |
| 8    | ブルガリア Yugoiztochen       | 6,420                                      | 30                                     |
| 9    | ルーマニア 南東部             | 6,612                                      | 31                                     |
| 10   | ルーマニア 北西部             | 7,093                                      | 33                                     |
| 11   | ポーランド ルブリン           | 7 568                                      | 35                                     |
| 12   | ポーランド ポトカルパチェ     | 7 617                                      | 35                                     |
| 13   | ルーマニア 中部               | 7 629                                      | 35                                     |
| 14   | ポーランド ポドラシェ         | 8 148                                      | 38                                     |
| 15   | ルーマニア 西部               | 8 395                                      | 39                                     |

### 加盟国別のNUTS-2における経済圏上位地域と下位地域
| 加盟国         | 地域                       | 人口1人あたりGDP | 人口1人あたりGDP   |
| 加盟国         | 地域                       | （ユーロ）       | 対EU27か国平均 (%) |
| -------------- | -------------------------- | ---------------- | ------------------ |
| 欧州連合       | 欧州連合                   | 21,503           | 100.0%             |
| オーストリア   | オーストリア               | 27,666           | 128.7%             |
| 最富裕         | ウィーン                   | 38,632           | 179.7%             |
| 最貧           | ブルゲンラント             | 19,305           | 89.8%              |
| ベルギー       | ベルギー                   | 26,759           | 124.4%             |
| 最富裕         | ブリュッセル首都圏         | 53,381           | 248.3%             |
| 最貧           | エノー                     | 17,546           | 81.6%              |
| ブルガリア     | ブルガリア                 | 7,134            | 33.2%              |
| 最富裕         | Yugozapaden                | 10,550           | 49.1%              |
| 最貧           | Severozapaden              | 5,502            | 25.6%              |
| キプロス       | キプロス                   | 19,648           | 91.4%              |
| チェコ         | チェコ                     | 16,171           | 75,2%              |
| 最富裕         | プラハ                     | 33,784           | 157.1%             |
| 最貧           | 中部モラヴィア             | 12,856           | 59.8%              |
| デンマーク     | デンマーク                 | 26,772           | 124.5%             |
| フランス       | フランス                   | 24,146           | 112.3%             |
| 最富裕         | イル＝ド＝フランス         | 37,526           | 174.5%             |
| 最貧           | フランス領ギアナ           | 11,690           | 54.4%              |
| ドイツ         | ドイツ                     | 24,903           | 115.8%             |
| 最富裕         | ハンブルク                 | 41,972           | 195.2%             |
| 最貧           | デッサウ                   | 16,295           | 75.8%              |
| エストニア     | エストニア                 | 11,978           | 55.7%              |
| フィンランド   | フィンランド               | 24,834           | 115.5%             |
| 最富裕         | オーランド                 | 31,461           | 146.3%             |
| 最貧           | フィンランド東部           | 18,336           | 85.3%              |
| ギリシャ       | ギリシャ                   | 18,245           | 84.8%              |
| 最富裕         | アテネ                     | 24,230           | 112.7%             |
| 最貧           | ギリシャ西部               | 11,714           | 54.5%              |
| ハンガリー     | ハンガリー                 | 13,751           | 64.0%              |
| 最富裕         | 中部ハンガリー             | 21,837           | 101.6%             |
| 最貧           | 北部ハンガリー             | 9,003            | 41.9%              |
| アイルランド   | アイルランド               | 30,414           | 141.4%             |
| 最富裕         | アイルランド南部・東部     | 33,653           | 156.5%             |
| 最貧           | 国境周辺・中部・西部       | 21,518           | 100.1%             |
| イタリア       | イタリア                   | 23,095           | 107.4%             |
| 最富裕         | ロンバルディア             | 30,426           | 141.5%             |
| 最貧           | シチリア                   | 14,447           | 67.3%              |
| ラトビア       | ラトビア                   | 9,775            | 45.5%              |
| リトアニア     | リトアニア                 | 10,981           | 51.1%              |
| ルクセンブルク | ルクセンブルク             | 53,978           | 251.0%             |
| マルタ         | マルタ                     | 15,988           | 74.4%              |
| オランダ       | オランダ                   | 27,946           | 130.0%             |
| 最富裕         | ユトレヒト                 | 33,905           | 157.7%             |
| 最貧           | フレヴォラント             | 20,736           | 96.4%              |
| ポーランド     | ポーランド                 | 10,908           | 50.7%              |
| 最富裕         | マゾフシェ                 | 16,523           | 76.8%              |
| 最貧           | ルブリン                   | 7,568            | 35.2%              |
| ポルトガル     | ポルトガル                 | 16,086           | 74.8%              |
| 最富裕         | リスボン                   | 22,745           | 105.8%             |
| 最貧           | ノルテ                     | 12,648           | 58.8%              |
| ルーマニア     | ルーマニア                 | 7,301            | 34.0%              |
| 最富裕         | ブカレスト＝イルフォヴ     | 13,862           | 64.5%              |
| 最貧           | ルーマニア北東部           | 5,070            | 23.6%              |
| スロバキア     | スロバキア                 | 12,196           | 56.7%              |
| 最富裕         | ブラチスラヴァ             | 27,802           | 129.3%             |
| 最貧           | プレショフ・コシツェ       | 9,102            | 42.3%              |
| スロベニア     | スロベニア                 | 17,920           | 83.3%              |
| スペイン       | スペイン                   | 21,658           | 100.7%             |
| 最富裕         | マドリード                 | 28,416           | 132.1%             |
| 最貧           | エストレマドゥーラ         | 14,419           | 67.1%              |
| スウェーデン   | スウェーデン               | 25,865           | 120.3%             |
| 最富裕         | ストックホルム             | 35,621           | 165.7%             |
| 最貧           | スウェーデン中東部         | 21,862           | 101.7%             |
| イギリス       | イギリス                   | 26,455           | 123.0%             |
| 最富裕         | インナー・ロンドン         | 65,138           | 302.9%             |
| 最貧           | コーンウォール・シリー諸島 | 17,025           | 79.2%              |

## その他
欧州連合は世界各地でEUSCBB計画を進めており、その一環として「IncoNet CA」を打ち出している。
この計画は2013年9月から開始されたプロジェクトの一部で、中央アジア諸国への研究計画参加を奨励することを目的としたものである。「IncoNet CA」は、東ヨーロッパ、南コーカサス、西バルカンなどの地域が関与する以前の協力計画の経験に基づいて打ち立てられており、中央アジアとヨーロッパの研究施設の連携に重点を置いている。